# Xestoleptura crassipes
Xestoleptura crassipes là một loài bọ cánh cứng trong họ Cerambycidae.